# Jouke de Vries
Jouke de Vries (Deersum, 26 september 1960) is een Nederlandse hoogleraar en bestuurskundige. Sinds 1 oktober 2018 is hij voorzitter van het College van Bestuur van de Rijksuniversiteit Groningen.

## Loopbaan
Hij studeerde politieke wetenschappen aan de Universiteit van Amsterdam met bestuurskunde als kopstudie. In 1984 werd hij benoemd tot universitair docent bij de vakgroep Bestuurskunde. Hij promoveerde in 1989 bij de hoogleraren Hans Daudt en Hans Daalder op het proefschrift Grondpolitiek en kabinetscrises.
In 1999 werd De Vries benoemd tot hoogleraar bestuurskunde aan de Universiteit Leiden. Ook is hij vanaf dat moment wetenschappelijk directeur van de Campus Den Haag (een dependance van de Universiteit Leiden in Den Haag). De Vries publiceert regelmatig in internationale en nationale tijdschriften. Belangrijke publicaties van zijn hand zijn: Paars en de managementstaat, Een onderbroken evenwicht in de Nederlandse politiek (over Paars en de revolte van Fortuyn) en Controlling Public Expenditure. De Vries hield diverse belangrijke lezingen zoals de Thorbeckelezing (een Leids-Gentse samenwerking) in 2005 en de Burgemeesterslezing (van Stichting Atrium en Deloitte) in 2008. Hij was columnist van de Staatscourant en schreef verder onder meer voor dagblad Trouw.
In mei 2015 werd De Vries benoemd tot hoogleraar Governance and public policy aan de Rijksuniversiteit Groningen. Hij was enkele jaren decaan van de elfde faculteit van deze universiteit (de Campus Fryslân) in Leeuwarden. Sinds 1 oktober 2018 is hij voorzitter van het College van Bestuur van de Groninger universiteit. In februari 2022 werd besloten hem met ingang van 1 oktober 2022 te herbenoemen als collegevoorzitter voor een tweede termijn van vier jaar. Per november 2023 is de Vries benoemd tot interim-voorzitter van Universiteiten van Nederland, een functie die hij naast zijn werkzaamheden bij de Rijksuniversiteit Groningen zal vervullen.

## Politiek en maatschappij
De Vries is lid van de PvdA. Hij is curator van de Wiardi Beckman Stichting, het wetenschappelijk bureau van de PvdA. In de aanloop naar de Tweede Kamerverkiezingen 2002 deed hij samen met Wouter Bos, Jeltje van Nieuwenhoven en Klaas de Vries mee aan de interne verkiezingen om het lijsttrekkerschap van de PvdA. Met zijn kandidaatstelling van buiten wilde hij de PvdA, na de revolte van Fortuyn, meer openbreken. Op verzoek van Wouter Bos was De Vries vervolgens voorzitter van de commissie publieke sector en publieke dienstverlening.
Naast wetenschappelijke activiteiten verricht De Vries vele bestuurlijke taken. Hij is lid van de Haagse Academische Coalitie (HAC), van de Thorbecke Vereniging, van het Montesquieu instituut voor parlementaire geschiedenis en van de adviesraad van The Hague Centre for Strategic Studies. Hij was tevens vicevoorzitter van de Nationale Conventie, die in opdracht van het kabinet voorstellen deed ter verbetering van de Nederlandse democratie. Jouke de Vries is lid van het bestuur van The Hague Institute for Global Justice en beschermheer van de Bestuurskundige Interfacultaire vereniging Leiden.
In 2013-2014 was hij informateur voor de coalitievorming bij het College van B & W in de gemeente Leeuwarden.
In 2021 kwam De Vries in opspraak toen hij een interview gaf in het NRC over de kamernood in Groningen onder internationale studenten. Actiegroep Shelter Our Students reageerde verontwaardigd: "RUG-voorzitter spuwde steenkoude leugens in NRC". Critici zeiden dat hij de wooncrisis bagatelliseerde en dat de universiteit te weinig actie ondernam.  De Vries zelf reageerde door te zeggen dat hij zich aan de gemaakte afspraken heeft gehouden en dat de RUG haar best doet.

## Persoonlijk leven
De Vries is gehuwd en heeft twee kinderen.
- Bibsys: 4093685
- Bibliothèque nationale de France: cb145845179 (data)
- Catàleg d'autoritats de noms i títols de Catalunya: 981058517648706706
- Gemeinsame Normdatei: 128578254
- International Standard Name Identifier: 0000 0003 6751 5968
- Library of Congress Control Number: n93117832
- NARCIS: PRS1236829
- Nationale Bibliotheek van Tsjechië: jcu2015889688
- Nationale Bibliotheek van Israël: 987007357011905171
- Nederlandse Thesaurus van Auteursnamen: 073709492
- Parlement.com: vge7dtpn9szl
- Système universitaire de documentation: 074743880
- Virtual International Authority File: 232996373
- WorldCat: E39PBJfCtVqxJyhBGdkwc9KDbd